# Museum in der Wegscheid

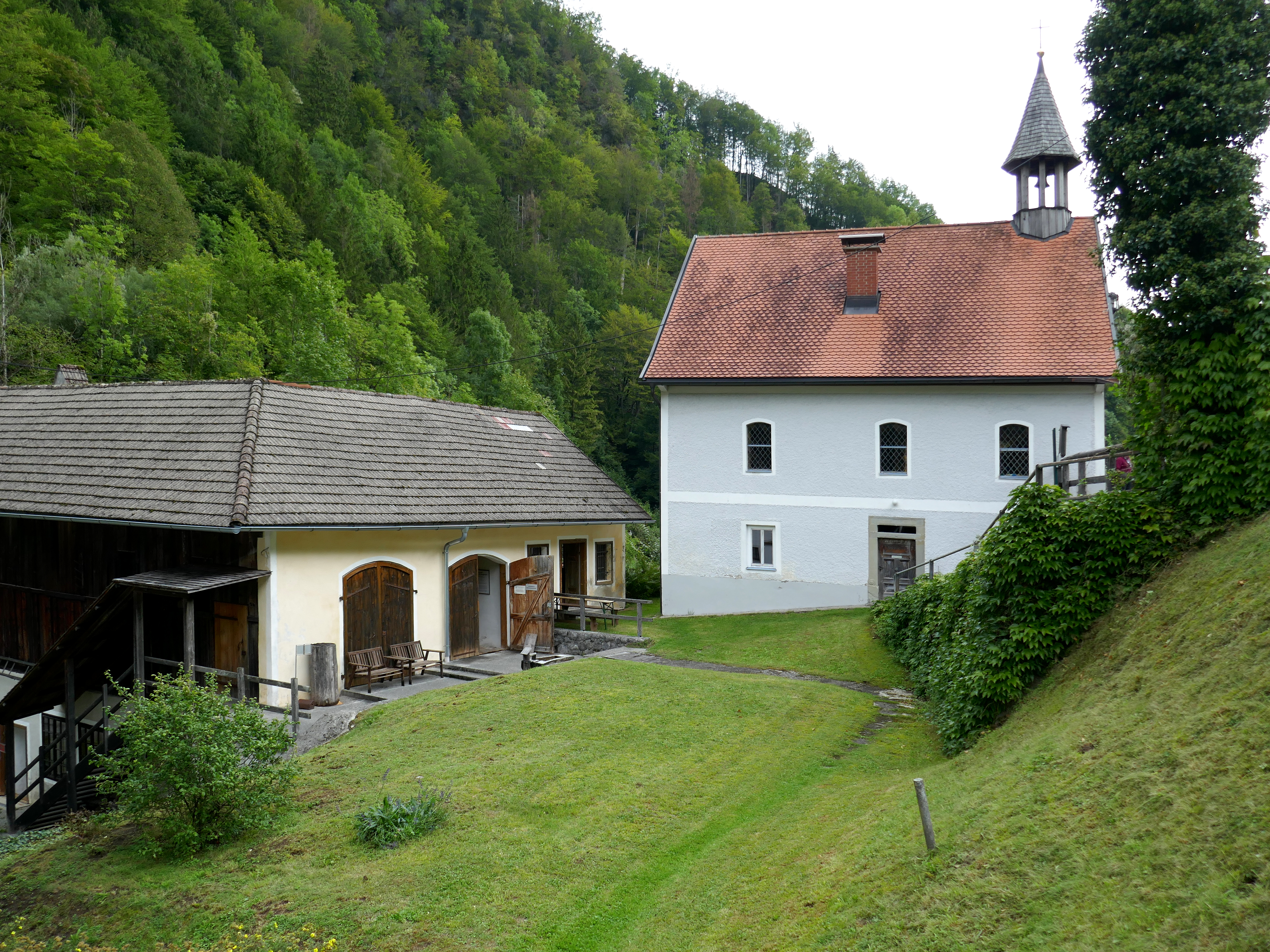
Museum in der Wegscheid (links) mit Filialkirche Trattenbach (rechts)

Das Museum in der Wegscheid ist ein Heimatmuseum in Trattenbach bei Ternberg in Oberösterreich. Es wurde 1998 im Rahmen der Landesausstellung Land der Hämmer – Heimat Eisenwurzen  in einem denkmalgeschützten Werkstattgebäude als Ort der Wissensvermittlung im Museumsdorf Trattenbach konzipiert. Das Museum in der Wegscheid beschäftigt sich mit der Lokal- und Sozialgeschichte sowie dem Wirtschaftsleben des Trattenbacher Tales. Ein besonderes Augenmerk liegt hierbei auf der Geschichte der Erzeugung des Trattenbacher Taschenfeitels, die 2015 als Immaterielles Kulturerbe der UNESCO ausgezeichnet wurde.
Träger des Museums ist der Kulturverein Heimatpflege Ternberg – Trattenbach.

## Gebäude

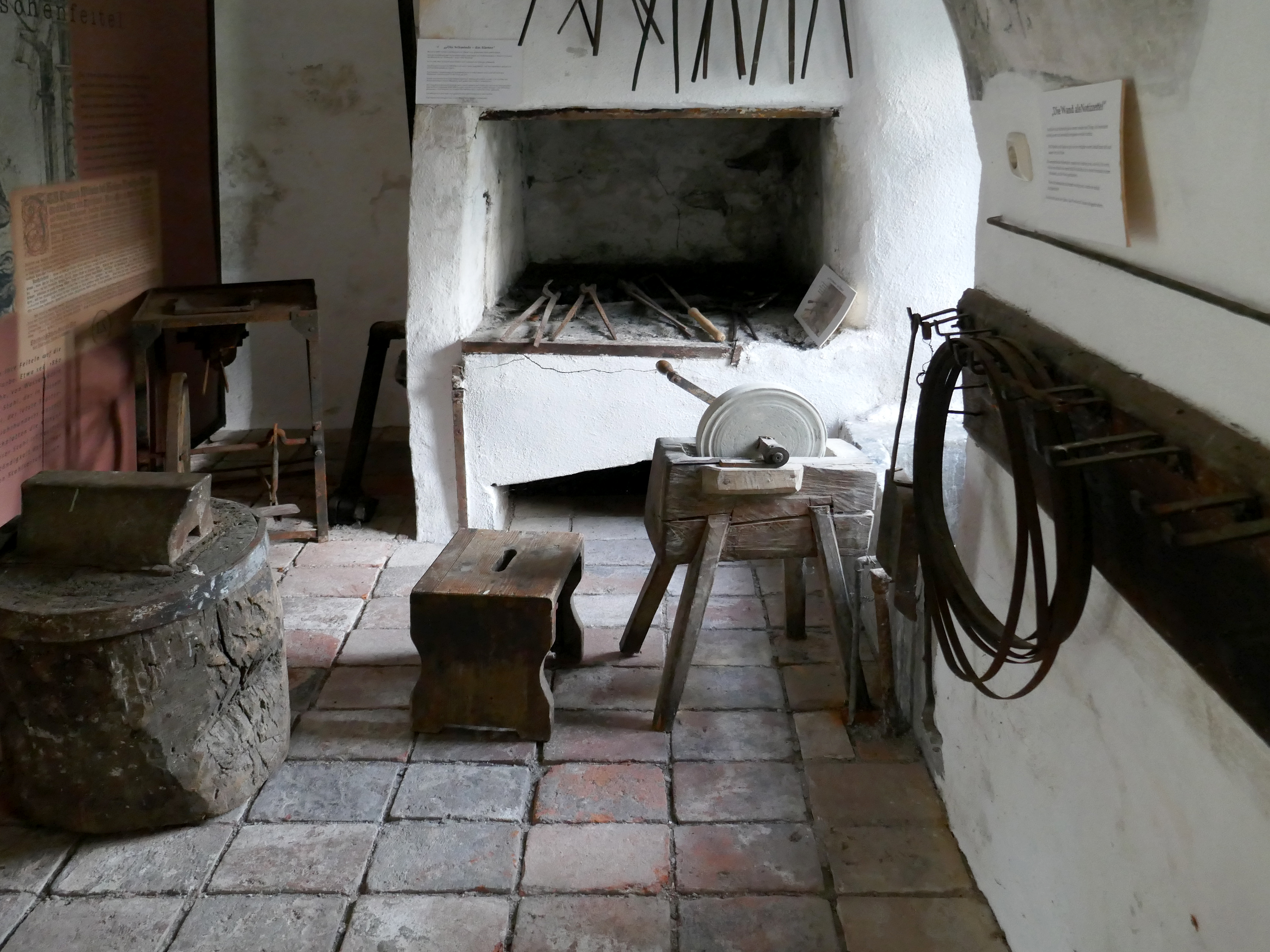
Werkstatt mit Schmiede und Schleife

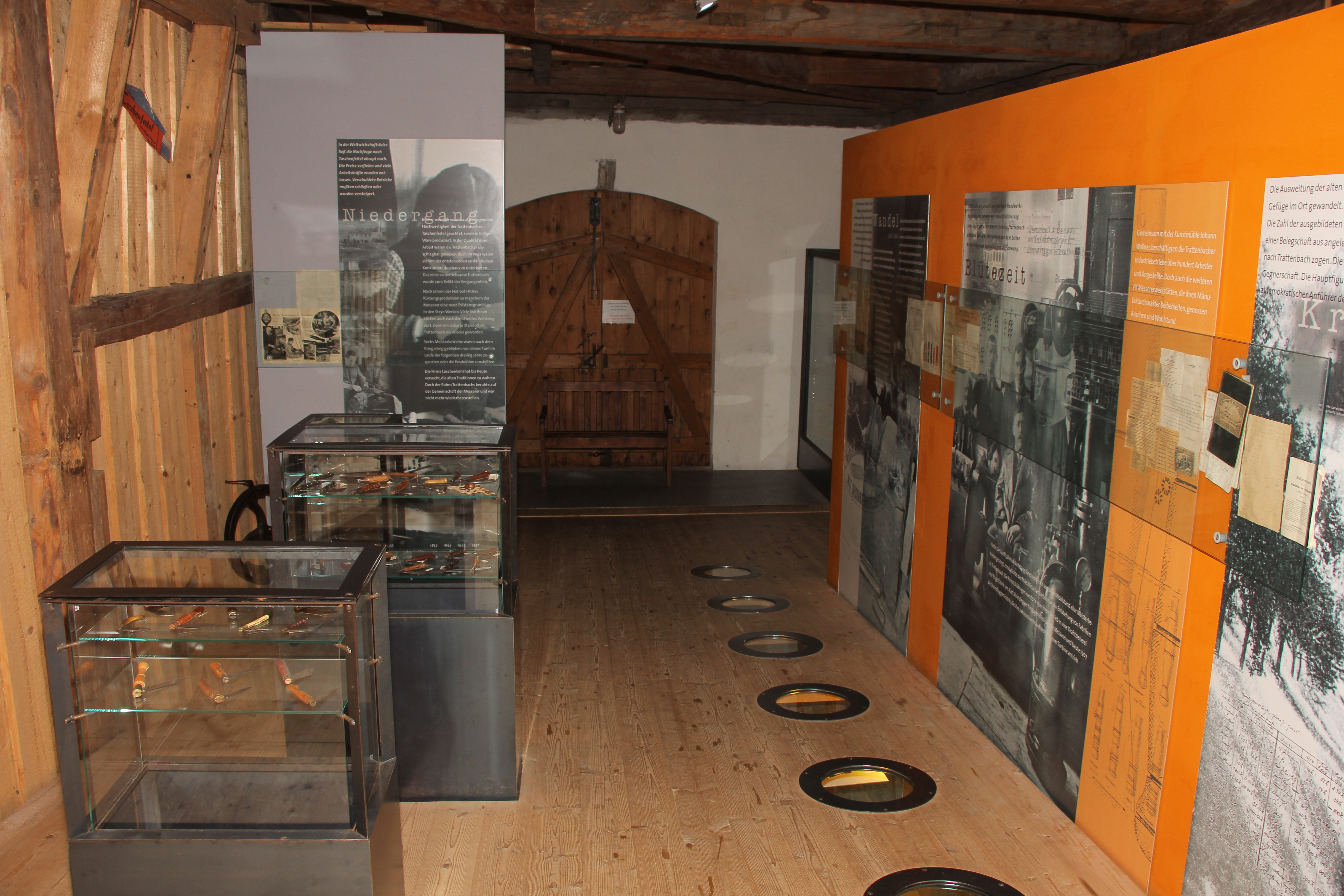
Ausstellungsraum

An der Stelle, wo sich heute das Museum in der Wegscheid befindet, stand bereits im 16. Jahrhundert ein Werkstattgebäude mit einer Schmiede und einer Messerschleiferei. Als Eigentümer des Anwesens wurde im Jahr 1583 ein Florian an der Obern Saag erwähnt. Im Jahr 1895 wurde die Werkstatt von Antonia und Mathäus Hack neu errichtet. Angetrieben wurden die Werkzeuge durch die Wasserkraft des Trattenbaches. Die Mühle in der Wegscheid, die sich unterhalb der Werkstätte befindet, ist bis heute erhalten. Durch den Umbau eines an der Straße gelegenen Wohnhauses auf dem Grundstück, genannt Wegscheidhaus, wurde von 1950 bis 1958 die erste Filialkirche in Trattenbach errichtet. In der zum Wegscheidhaus zugehörigen Werkstatt wurde 1998 das Museum eingerichtet. Das historische Gebäude steht unter Denkmalschutz (Listeneintrag).

## Ausstellungskonzeption
In fünf Schauräumen werden Ausstellungsstücke, Fotografien, Dokumente und originale Werkzeuge und Werkstatteinrichtungen präsentiert. Im Untergeschoß befindet sich die Werkstatt mit einer Schmiede und Schleiferei, die 1895 von der Familie Hack eingerichtet wurde. Unter anderem werden im Museum ein alter Schredtschneider zum Schneiden der Klingenrohlinge und eine Abzwickmaschine zum Kürzen des Heftnagels ausgestellt.
In einem zweiten Raum der alten Werkstatt wird dem Besucher die Möglichkeit gegeben, sich mit Hilfe eines Films sich über die Geschichte des Trattenbacher Tals und der Feitelherstellung zu informieren.
Im Obergeschoß werden in zwei Räumen die Wirtschafts- und Sozialgeschichte der Region dargestellt. Einen großen Raum nimmt dabei die Geschichte der Herstellung und Vermarktung des Trattenbacher Taschenfeitels sowie die Darstellung der Biografien der einzelnen Feitelmacherfamilien im Tal ein. Zahlreiche Taschenfeitel der verschiedenen Feitelmachermanufakturen des Tales mit ihren charakteristischen Manufaktursignaturen aus unterschiedlichen Jahrhunderten werden in zahlreichen Vitrinen ausgestellt.
In einer exponierten Vitrine werden die Zunfttruhe und das Zunftschild der Scharsacher zu Trattenbach von 1660 sowie die Faksimile der Handwerksordnung der Scharsacher zu Trattenbach von 1680 sowie die Bestätigung der Handwerksordnung durch Kaiser Leopold I. präsentiert. Alltägliche Gegenstände der Messerer und ihrer Familien, wie Rechenmaschinen, Tischwäsche aber auch die Goldhaubentracht der Cäcilie Löschenkohl ergänzen die Ausstellung.
Ein weiterer Raum, der auch für Vorträge genutzt werden kann, widmet sich dem Schulwesen im Trattenbachtal.

Museumsexponate
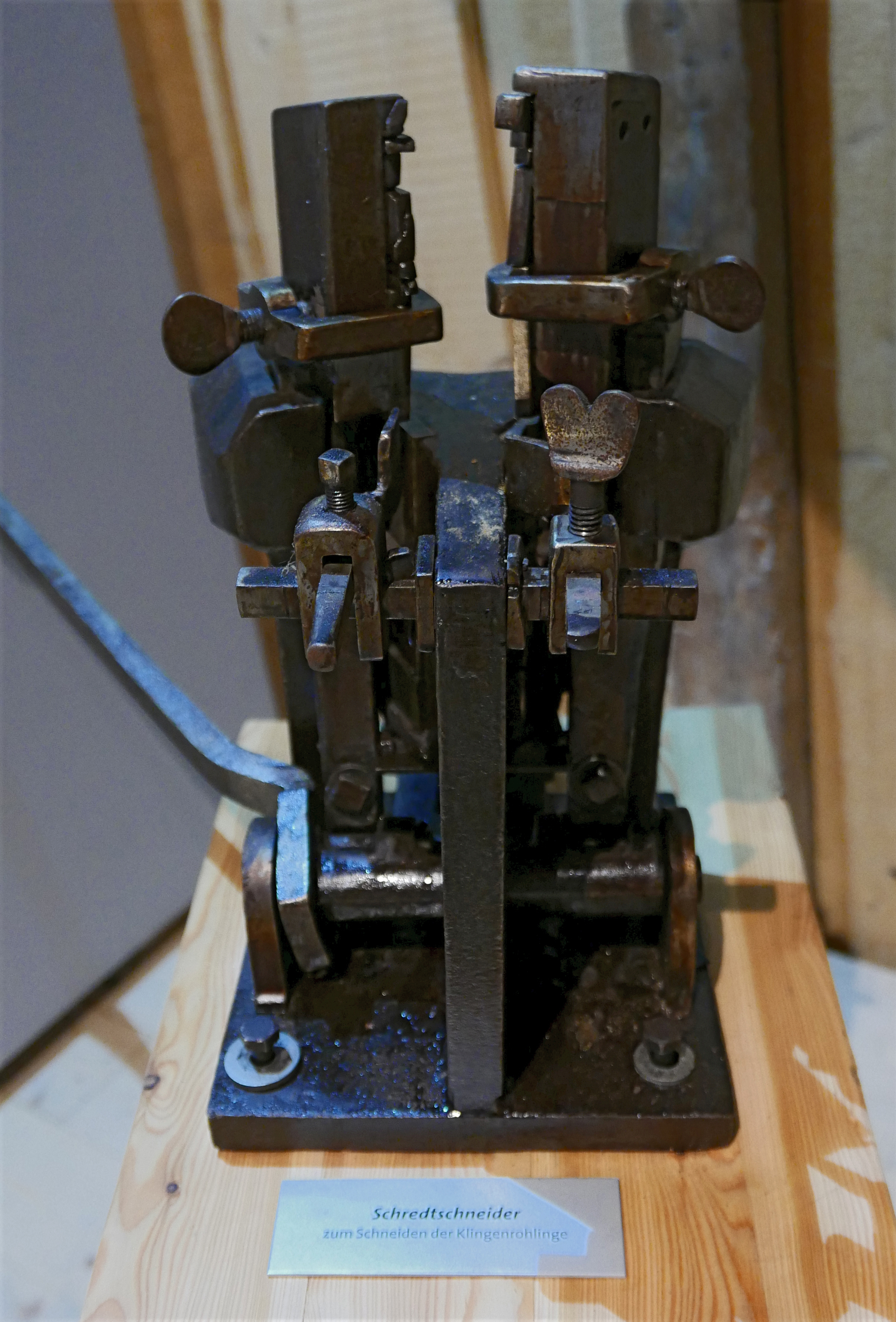
Schredtschneider
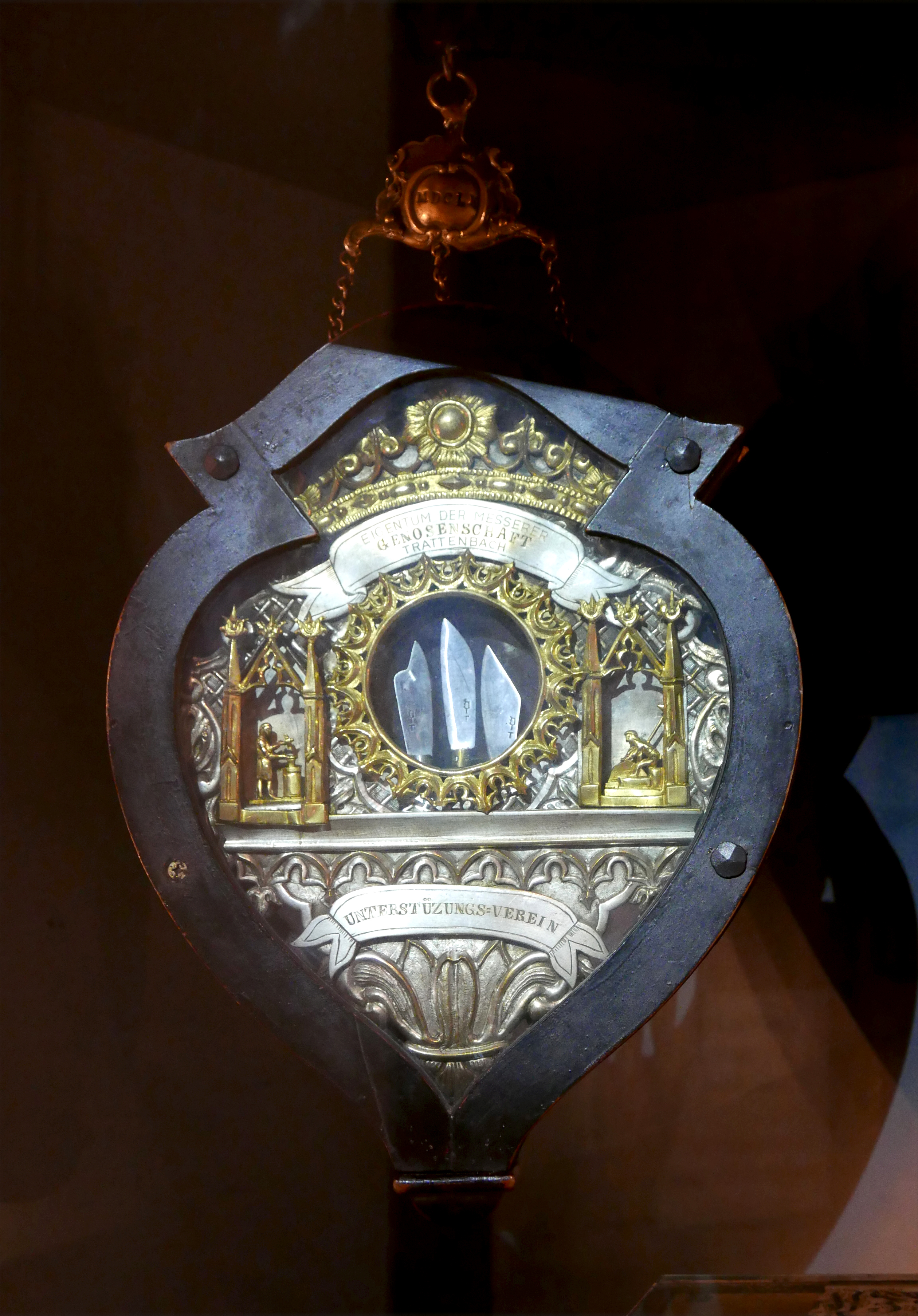
Zunftzeichen der Scharsacher von Trattenbach
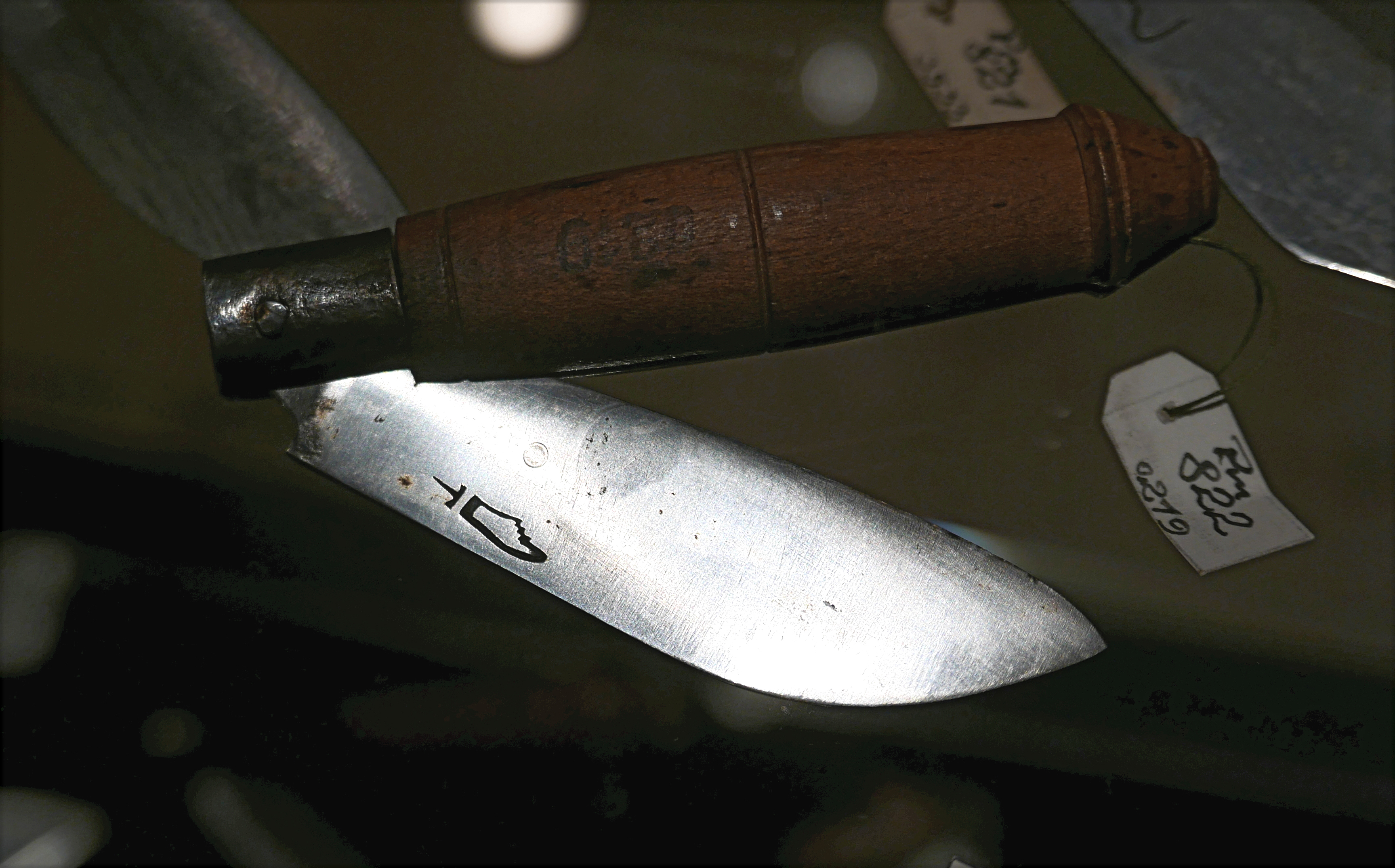
Historisches Taschenfeitel
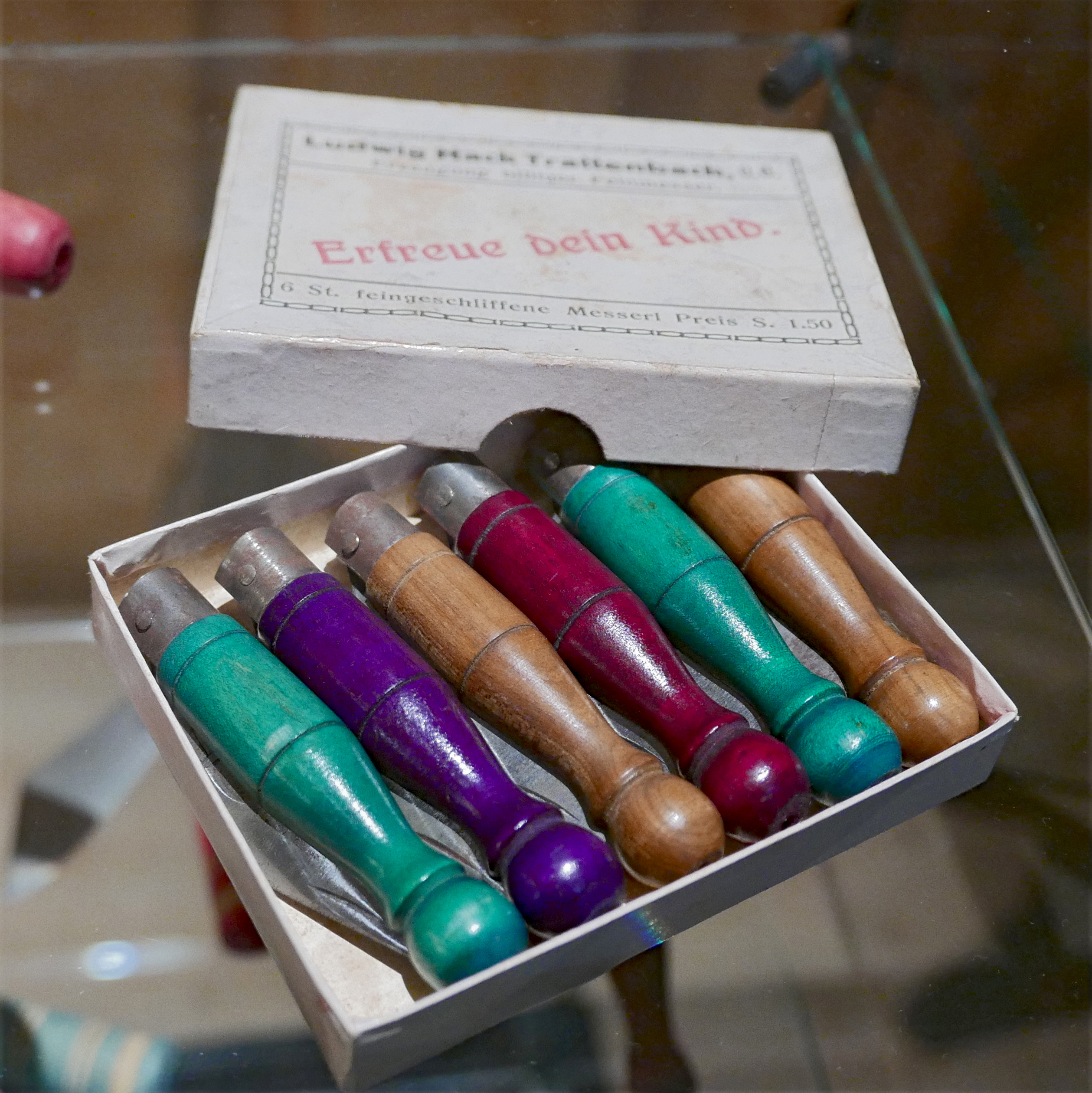
Kindertaschenfeitel
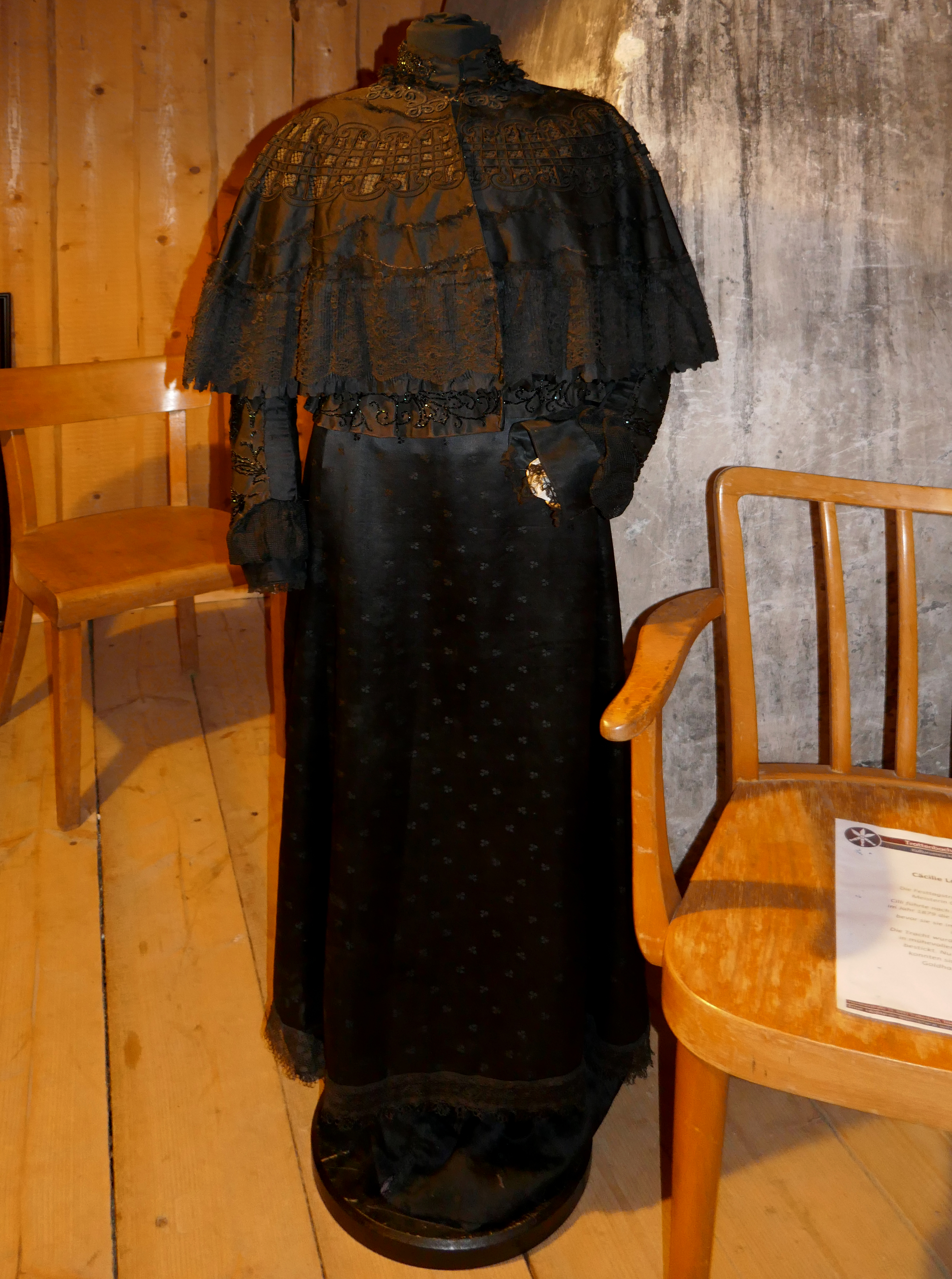
Goldhaubentracht der Cäcilie Löschenkohl
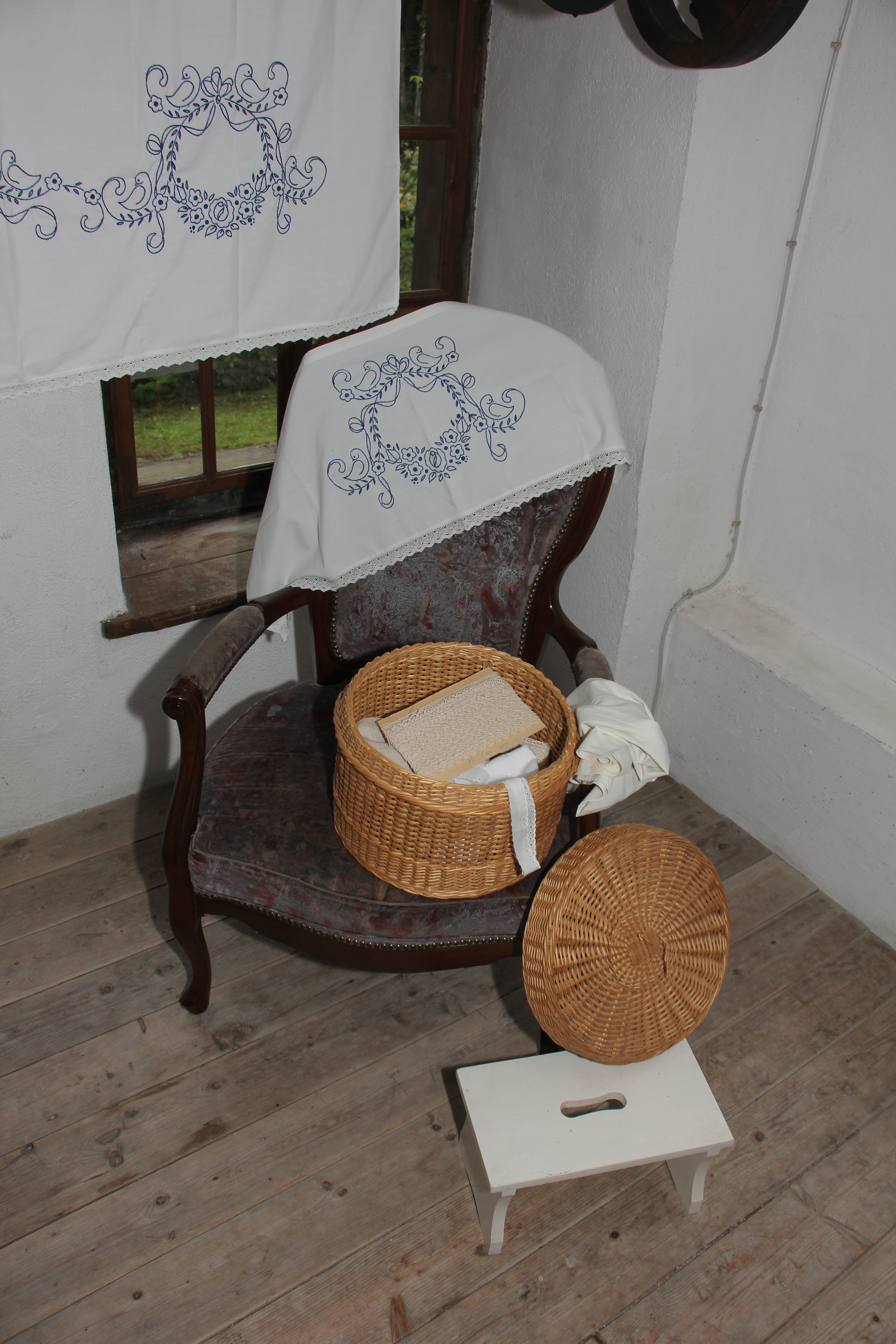
Historische Tischwäsche aus Trattenbach